# Strażec (obwód Kyrdżali)
Strażec (bułg. Стражец) – wieś w Bułgarii, w obwodzie Kyrdżali, w gminie Krumowgrad. W 2023 roku liczyła 5 mieszkańców.